# Daniel Thomas (lekkoatleta)
Daniel M. Thomas (ur. 1 stycznia 1937) – tanzański lekkoatleta, sprinter.
Podczas igrzysk olimpijskich w Tokio (1964) odpadł w eliminacjach biegu na 400 metrów (8. lokata w biegu eliminacyjnym z czasem 50,4). Startował wówczas pod flagą Tanganiki.